# Maksim Rayevski
Maksim Rayevski (en ruso: Максим Раевский) (? - 1931, Moscú) fue un anarcosindicalista ruso de origen judío.
Rayevski nació como L. Fishelev en Nizhyn, Rusia, en una familia judía. Fue educado en el liceo en Nizhyn y asistió a la universidad en Alemania. Después de la universidad, adhirió al anarcosindicalismo se trasladó a París, donde junto a Nikolai Rogdayev fundó Burevestnik ("El Petrel tormentoso"), que ha sido descrito por el historiador anarquista Paul Avrich como "la publicación anarquista más importante del periodo posrevolucionario "(es decir, el período posterior a la Revolución Rusa de 1905). Los dos hombres publicaron Burevestnik desde 1906 a 1910. En sus páginas, Rayevsky criticó a los anarquistas anti-sindicalistas y a los partidarios de la propaganda por el hecho.
Cuando comenzó la Primera Guerra Mundial, Rayevski vivía en Nueva York, donde trabajó como editor de Golos Truda, periódico oficial de la Unión de Trabajadores de Rusia en los Estados Unidos y Canadá, cuyos miembros superaban los 10 000. 
No mucho después de la Revolución de Febrero en Rusia, Rayevski salió de Nueva York y viajó a Petrogrado. Por casualidad, se embarcó en el mismo buque que Trotski en mayo de 1917. Dos meses después, se le unió el resto del personal de Golos Truda, que había decidido trasladarse a Rusia.
En Petrogrado, Rayevski editó el primer número de Golos Truda. Poco después, repentinamente abandonó el movimiento anarquista. Trotski lo ayudó a conseguir un trabajo en el nuevo gobierno soviético, aunque sin vinculación política. A finales de 1920, Rayevski fue arrestado por la impresión de una publicación trotskista. 
Rayevski murió de un ataque cardíaco en Moscú en 1931.

## Referencia bibliográfica
- Avrich, Paul (1988). Anarchist Portraits. Princeton, N.J.: Princeton University Press. ISBN 0-691-04753-7.
- Avrich, Paul (1995). Anarchist Voices: An Oral History of Anarchism in America. Princeton, N.J.: Princeton University Press. ISBN 0-691-03412-5.
- Avrich, Paul (1967). The Russian Anarchists. Princeton, N.J.: Princeton University Press. OCLC 266518.